# Iratoșu
Iratoșu è un comune della Romania di 2 387 abitanti, ubicato nel distretto di Arad, nella regione storica della Transilvania.
Il comune è formato dall'unione di 3 villaggi: Iratoșu, Variașu Mare, Variașu Mic.
I primi documenti che attestano la presenza della località di Iratoșu risalgono al 1446.